# Église Saint-Pierre de La Valette
Pour les articles homonymes, voir Église Saint-Pierre.
L'église Saint-Pierre est une église à La Valette, dans le département de l'Isère. Elle est labellisée Patrimoine en Isère en 2009.